# 2009 típusú szerelvény
A 2009 típusszámú metróvonatok a Bombardier Transportation által – kifejezetten a londoni metró számára - tervezett és legyártott szerelvények, melyek a MOVIA család tagjai és amelyeket Angliában a Litchurch Lane gyárban szerelnek össze Derby megyében.
A Bombardier Transportation UK a korábbi Adtranz jogutód vállalata, amely az 1992-es típusszámú motorvonatokat is tervezte és gyártotta a Central line és a Waterloo & City line számára. A tervek szerint 47 db, egyenként nyolc kocsiból álló vonatot gyártanak a Victoria line számára, melyekkel a korábban használt 1967-es típusszámú szerelvényeket cserélik le.
Az új vonatok gyártása folyamatos, és a régi szerelvények kivonása várhatóan 2012-ig tart majd, amikor is az utolsó 1967 típusú vonatot is kivonják a forgalomból.
Az első 2009 típusú szerelvény 2009. július 21-én kezdte meg az utasok szállítását és várhatóan 2010 elejétől kéthetente újabb vonatok állnak forgalomba.

## Jellemzők
A vonatok egy 3.4 milliárd font értékű szerződés részei, melyet a korábbi Metronet (a londoni metró korábbi jármű-üzemeltető leányvállalata) és a Bombardier írt alá.
A szerződés tárgya automata-üzemeltetésű vonatok, valamint központosított, számítógép-vezérlésű jelzőrendszer kiépítése a Victoria line és a többi kéregvasút jellegű vonal számára.
Ez a fejlesztés a tervek szerint javítana a járatok megbízhatóságán, 8%-kal csökkentené a menetidőt az állomások között, valamint 16%-kal javítaná az átlag-menetidőket.
Ez részben annak köszönhető, hogy az új vonatok jobb műszaki teljesítménnyel bírnak elődjeiknél, nagyobb a maximális sebességük: 80 km/h (50 mérföld/óra), jobb a gyorsulási teljesítményük 1,3 ms/-2-el, normál menetben a lassulásuk 1,14 ms/-2-el, és a vészfék okozta lassulásuk 1-4 ms/-2-el az 1992-es típusú kocsik műszaki adataival megegyezően.
Csúcsidőben 43 vonatnak kell üzemelnie egyazon időben a vonalon, ami 6 szerelvénnyel több a jelenlegi 37-nél. A kocsik egyenként 252 ülő- és állóhellyel rendelkeznek, ebből adódóan a vonaton egyszerre nagyjából 1196 utas utazhat. Ez a szám 19% kapacitás-növekedést eredményez, sokkal kényelmesebb utazást biztosít, valamint szélesebb ajtókat terveztek a szerelvényekre a könnyebb le- és felszállás érdekében, így közvetve a peronon töltött idő is kevesebb lesz.
Az 1967-es típusú vonatokkal ellentétben az újak 40 milliméterrel szélesebbek, kihasználva a Victoria vonal azon adottságát, hogy az alagútjai valamivel tágasabbak a hasonló típusú más vonalakénál.
Így azonban – mivel a Victoria line-nak nincs felszíni szakasza, és a vonatok cseréje eddig más vonalakon keresztül zajlott (a föld alatt a kocsikat átterelték más vonalakra, ahol aztán a felszínre tudták őket irányítani) – a szerelvények nem hagyhatják el az alagutat soha, tehát ennek megfelelően az összeszerelés úgy történik, hogy kamionnal szállítják a kocsikat egyenként, egy üregben leeresztik őket a föld alá, majd a föld alatt kialakítják a vonatot.
A szerelvények a Bombardier ún. FICAS technológiájával készültek, ezáltal vékonyabb a burkolatuk és ettől fogva (a nagyobb mérettel együtt) több belső tér marad az utasoknak.
Ezen szerelvények gyártása volt az első azóta, amióta a vasúti járművek megközelíthetőségét szabályozó törvény (Rail Vehicle Accessibility Regulations) életbe lépett, így a mozgáskorlátozott utasok könnyebben használhatják. A kocsikban helyenként tágasabb tereket alakítottak ki (oldalfalra felcsukható ülőhelyekkel), és a középső ajtókat automata rámpával látták el ahol a kerekesszékkel, valamint babakocsival utazók kényelmesen közlekedhetnek.
A vonatok a leghosszabbak a metrórendszerben használtak között, egyenként 133,27m hosszúak, 3 méterrel hosszabbak, mint az eddig használt vonatok, ugyanakkor a következő megrendelés tárgyai, az „S” típusú szerelvények, melyek ugyancsak a Bombardier-MOVIA család tagjai még ennél is hosszabbak lesznek. A kocsikat biztonsági kamerákkal, valamint pont-matrix kijelzős utastájékoztatókkal látták el. A tájékoztató-rendszer pontos információkat ad majd a menetrendről, és a hangbemondás is ezen keresztül történik majd. A szerelvény magasságát állítani lehet majd az adott állomás peronszintjéhez viszonyítva, azonban ezt a tulajdonságot nem alkalmazzák a kerekesszékkel közlekedők könnyebb le- és felszállása érdekében.
A legtöbb metrószerelvénnyel ellentétben az új vonatokon a CTBC vészfék (autostop fék, amely a vezető rosszulléte esetén megállítja a vonatot) a jobb oldalon kapott helyet, mert a Victoria vonalon a peronok többsége szintén jobboldali a menetiránynak megfelelően. Ezen kívül további újítás, hogy a metróvezető fülkéje oldalsó bejárattal közelíthető meg, míg a korábbi szerelvények esetén csak az utastéren át lehetett bejutni a vezetőfülkébe, és ez problémás volt főként csúcsidőben.
A vonatok két – egyenként négy kocsis – egységből állnak össze, melyeket a végeikkel kapcsolnak össze. A vonat felépítése: A kocsi (vezetőfülkés motorkocsi) – B kocsi (vontatott kocsi) – C kocsi (vezetőfülke nélküli motorkocsi) – D kocsi (vezetőfülke nélküli tolató motorkocsi) – D- C-B-A. A szerelvényeket a Victoria vonalon a Northumberland Park Depot kocsiszínben tartják karban. A kocsiszínben a Bombardier mérnökei is dolgoznak a garanciális alkatrészek cseréje miatt. Az eredeti tervek szerint a kocsik össztengely-meghajtást kaptak volna (azaz minden tengelyt külön motor haj meg), akárcsak az 1992-es típusú szerelvények esetén, így teljesült volna a kívánt vonóerő, illetve gyorsulás , azonban a próbautak során a mérnökök úgy döntöttek, hogy a motorral összekötött tengelyek 75%-a elégséges, ezáltal a terv egyszerűbb, az üzemeltetés és javítás költsége pedig 3,5%-kal alacsonyabb az eredeti tervezett 10 millió fontos költségnél. Minden kocsit mechanikus Scharfenberg vonókészülékkel szereltek fel.

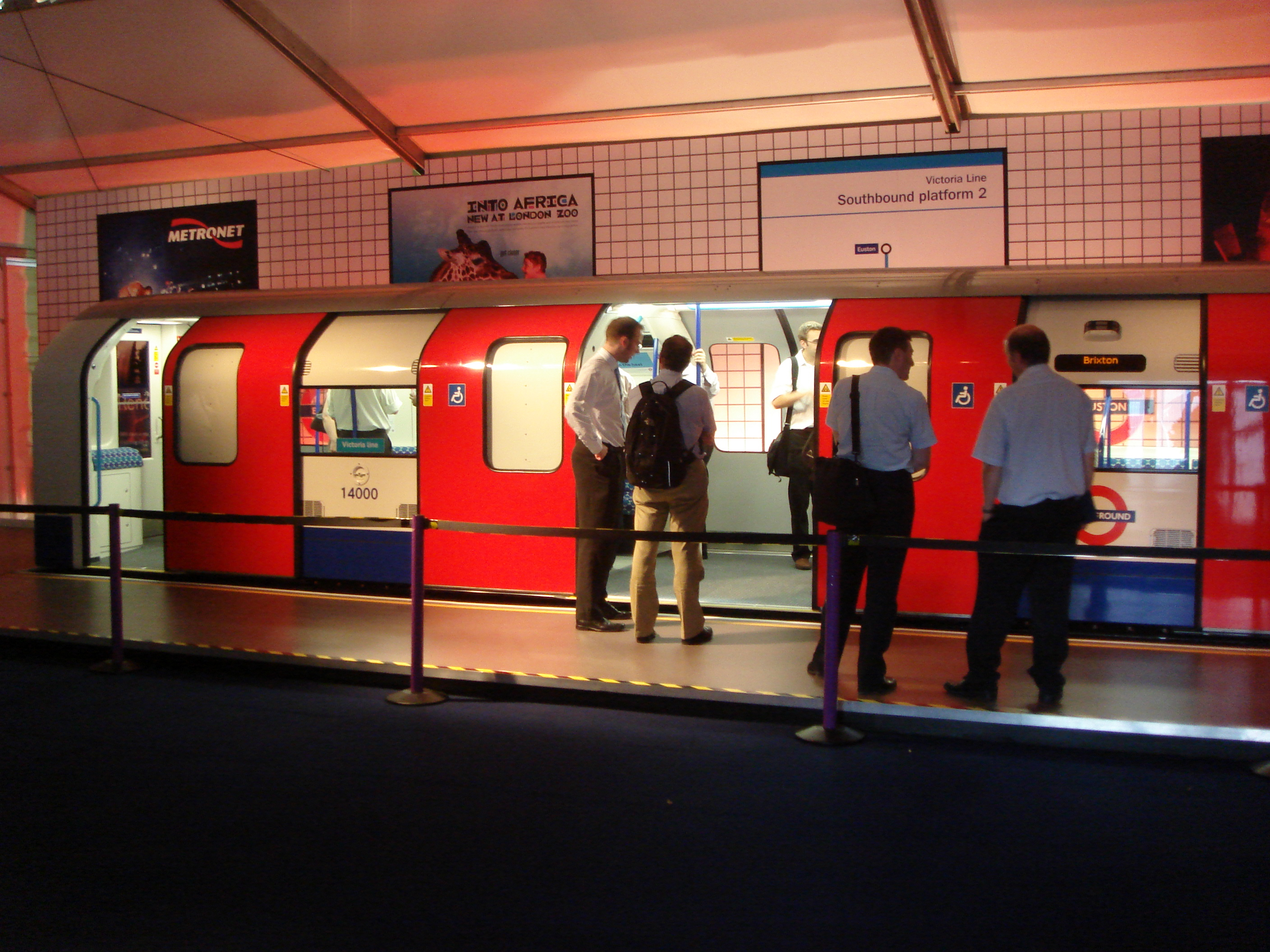
A szerelvény modellje kívülről

## Az új vonatok bevezetése
Az új járművek terveivel 2004 szeptemberére készültek el, és a két prototípus gyártása 2005. januárban kezdődött meg. Az első prototípus megépítésének befejezését 2006 közepére tervezték, ezzel szemben a Metronet 2006. február 3-án bejelentette, hogy az első prototípus előbb elkészült, így megkezdődhet annak statikus tesztelése. 2006.07.21 és 2006.08.04 között a vonat élethű modellje az Euston Square Gardensben megtekinthető volt a nagyközönség számára, majd utána a közönség véleményéről felmérést készítettek.
Szeptemberben zajlottak a két prototípus tesztjei a gyártó Litchurch Lane Works üzemében. A tervek szerint a tesztek a szerelvények későbbi rendeltetési helyén, azaz a Victoria vonalon 2006 év végétől kellett volna hogy megkezdődjenek, azonban ezekre csak 2007 májusában került sor. Ez utóbbi teszt adott lehetőséget egyben a metróvezetők tréningjére, illetve a karbantartó mérnökök felkészítésére. Az első jármű üzembe helyezését 2008. júliusra tervezték, míg a maradék vonatok forgalomba helyezése 2009 végéig volt esedékes. Az első jármű forgalomba állítása végül egy évet késett, így az 2009.07.21-én 23:00 órakor futott ki a kocsiszínből 227-es járatszámmal Seven Sisters megállót elhagyva Brixton irányába.

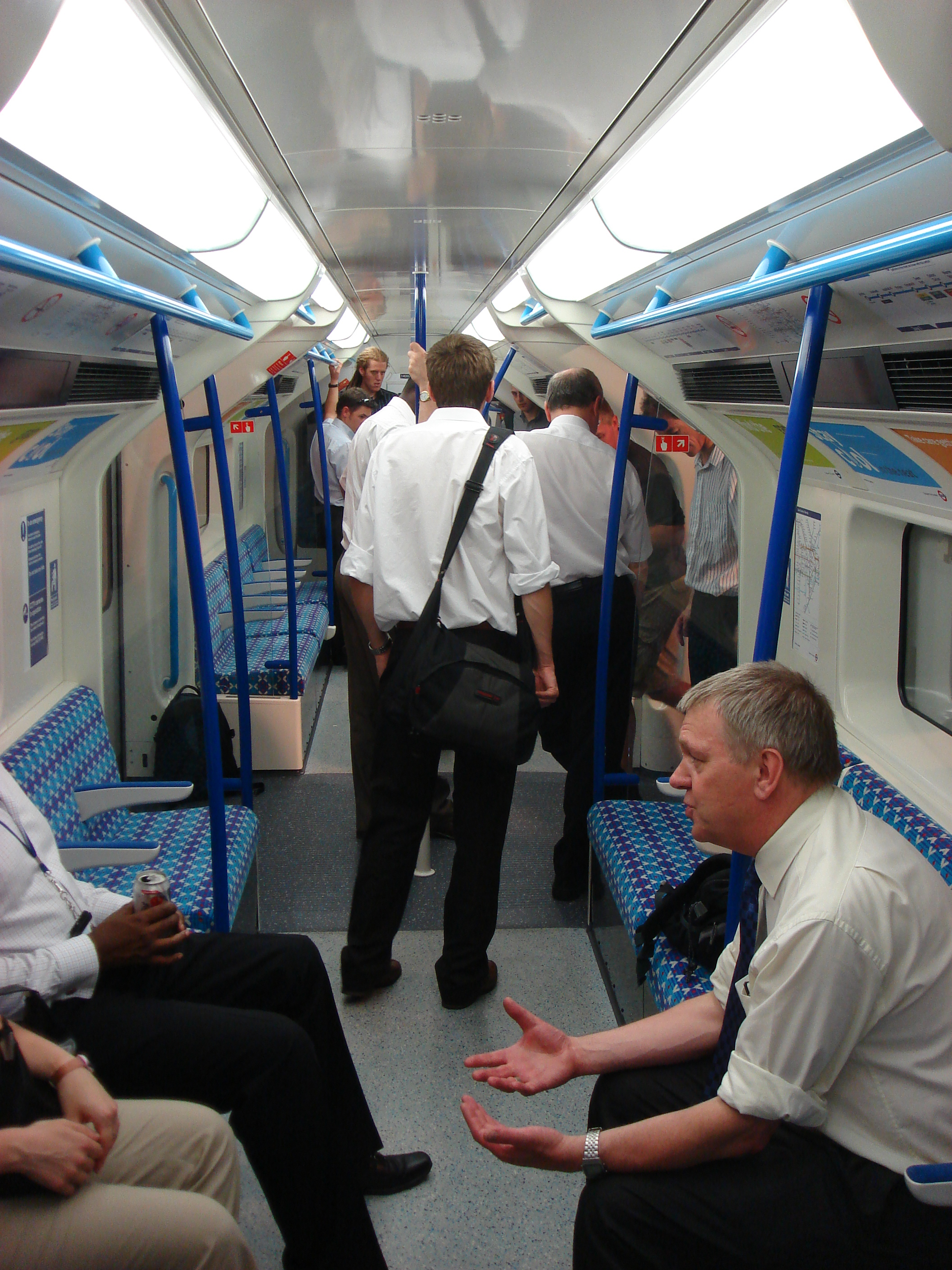
A mérethű modell belsejében

## Fordítás
Ez a szócikk részben vagy egészben  a   London Underground 2009 Stock című angol nyelvű Wikipédia-szócikk fordításán alapul.  Az eredeti cikk szerkesztőit annak laptörténete sorolja fel. Ez a jelzés csupán a megfogalmazás eredetét és a szerzői jogokat jelzi, nem szolgál a cikkben szereplő információk forrásmegjelöléseként.